# 国務委員 (中華人民共和国)
国務委員（こくむいいん、中：国务委员、英：State_councillor）は、中華人民共和国の最高行政機関である国務院を構成し、首長である国務院総理（首相）を補佐する官職。
国務院副総理（副首相）に次ぎ、国務院全体会議及び国務院常務会議を構成する。
1982年12月10日、第5期全人代第5回会議によって改正された国務院組織法によると、国務院は国務院総理（首相）が主宰し、国務院副総理（若干名、副首相）、国務委員（若干名）、各部長・各委員会主任（閣僚に相当）、中国人民銀行行長（中央銀行総裁）、審計署審計長（会計検査長）、国務院秘書長（内閣官房長官）により構成される。

## 沿革
文化大革命後、復活した古参幹部に対して名誉職的に副総理職を乱発したことや、失脚前の地位に一気に復帰させたため、最終的に副総理が20人以上にまで膨れ上がった。この状況を解消するため、1982年5月4日の第5期全人代常務委員会第23回会議で国務委員が増設された。副総理と同様、重要業務の責任者となる。待遇は副総理と同級扱いだが、序列は副総理の下。
国務委員は、国防、外交、公安などの重要な省庁の長官（閣僚）を兼務する場合は多いが、省庁での兼務がない（無任所大臣）場合もある。

## 歴代国務委員
第9期（1998年～2003年）
遅浩田（兼国防相）、羅幹（司法・公安統括担当）、呉儀（国際貿易担当）、イスマイル・アフマド（ウイグル族）（民族問題担当）、王忠禹（兼国務院秘書長）
第10期（2003年～2008年）
周永康（兼公安相）、曹剛川（兼国防相）、唐家璇（外交統括トップ）、華建敏（兼国務院秘書長）、陳至立（科学・教育担当）

第11期（2008年～2013年）
劉延東（科学・教育・文化・女性子供問題等担当）、梁光烈（兼国防相）、馬凱（兼国務院秘書長）、孟建柱（兼公安相）、戴秉国（外交トップ）

第12期（2013年～2018年）
楊晶（兼国務院秘書長、2018年2月に免職）、常万全（兼国防相）、楊潔篪（外交トップ）、郭声琨（兼公安相）、王勇 （国営資産・防災等担当）

第13期（2018年～2023年）

魏鳳和（兼国防相）、王勇（国営資産・防災等担当）、王毅（兼外相）、肖捷（兼国務院秘書長）、趙克志（兼公安相（2022年6月まで））

第14期（2023年～2028年）
李尚福（兼国防相、2023年10月24日に解任）、王小洪（兼公安相）、呉政隆（兼国務院秘書長）、諶貽琴（文化・体育・総務・社会福祉等担当）、秦剛（兼外相（2023年7月25日まで）、2023年10月24日に解任）